# 韋列斯托沃湖
57°24′26″N 36°28′33″E / 57.40722°N 36.47583°E
韋列斯托沃湖（俄语：Верестово），是俄羅斯的湖泊，位於該國西部特維爾州，處於莫洛加河，長13公里、寬4公里，面積23.1平方公里，海拔高度129.5米，集水區面積1,820平方公里。